# Židovský hřbitov v Kolodějích nad Lužnicí
Židovský hřbitov v Kolodějích nad Lužnicí se nachází napravo při silnici na Chrášťany a Bernartice. Je od roku 1963 chráněn jako kulturní památka s rejstříkovým číslem 32060/3-20.
Založen byl po obvinění Židů ze zavlečení morové epidemie (1681–1682) do Týna/Vlt. a jejich vysídlení z panství..
Na hřbitově se zachovalo 270 náhrobků z let 1705–1942. Nejstarší náhrobek označuje hrob Abrahama; za první světové války zde bylo pohřbeno 11 uprchlíku z Haliče; a posledním pohřbeným byl řezník Karel Rubin v roce 1943. Nejvýznamnějším hrobem je tumba rabína Jacoba (Jakuba) Mahlera z roku 1867. Po druhé světové válce byl na hřbitově vztyčen pamětní kámen kolodějským obětem holokaustu. Na hřbitově stávala i márnice z roku 1900, která však byla po druhé světové válce zdemolována.
V současné době je majitelem hřbitova Židovská obec v Praze, která zajišťuje jeho průběžnou údržbu. Areál hřbitova je uzamčen; klíč si lze vypůjčit v obci.